# Lambada
A lambada é um gênero musical com origens na Região Norte do Brasil, mais especificamente no estado do Pará nos anos 1970. Tem, como base, o carimbó e a guitarrada. Foi influenciada por ritmos como a cúmbia e o merengue.

## História
O gênero musical lambada surgiu no cenário fonográfico brasileiro, inicialmente, por meio do músico e compositor de carimbó Pinduca, com a gravação da faixa instrumental homônima "Lambada (Sambão)", presente no LP "No embalo do Carimbó e Sirimbó Volume 5" de 1976 (gravadora Bervely). Porém, em 1978 foi lançado "Lambada das Quebradas" (gravadora Continental), álbum do guitarrista paraense Mestre Vieira, o qual foi o primeiro LP com temas musicais desenvolvidos exclusivamente para o gênero. Durante a década de 80, o estilo paulatinamente se popularizou para fora Estado do Pará e impulsionou o sucesso de novos artistas, como Carlos Santos, Beto Barbosa, Márcia Ferreira, Aldo Sena, Oseas, Beto Douglas, Teixeira de Manaus, Alípio Martins, Nonato do Cavaquinho, Solano,  Gerônimo, entre outros. No fim dos anos 80,  a lambada tornou-se mundialmente reconhecida através do grupo franco-brasileiro Kaoma, uma criação de empresários franceses. A banda teve grande repercussão no exterior e depois também no Brasil.
Já a dança lambada teve sua origem a partir de uma mudança do carimbó, que passou a ser dançado por duplas abraçadas ao invés de duplas soltas. Assim como o forró, a lambada tem, na polca, sua referência principal para o passo básico, somando-se o balão apagado, o pião e outras figuras do maxixe. Usa, normalmente, as cabeças dos tempos e o meio do tempo par, se começarmos a dançar no "um", para as trocas de peso (pisa-se no "um", no "dois" e no "e" - que é chamado comumente de contratempo). A lambada chega, então, a Porto Seguro e, ali, se desenvolve. Boas referências foram a Lambada Boca da Barra, em Porto Seguro, e o Jatobar, no Arraial d'Ajuda, onde, desde o início, também zouks (lambadas francesas) serviram para embalar os lambadeiros.
O nome "lambada" e a mistura do carimbó com a música metálica e eletrônica do Caribe caíram no gosto popular e se disseminaram, numa primeira fase, até a Região Nordeste do Brasil. O grande sucesso, no entanto, só aconteceu após a entrada de empresários franceses no negócio em meados da década de 1980. Com uma gigantesca estrutura de marketing e músicos populares, o grupo Kaoma lançou, em 1989, com êxito, a lambada na Europa e outros continentes. Adaptada ao ritmo, a música boliviana "Chorando Se Foi" tornou-se o carro chefe da novidade pelo mundo.
Tudo isso acontece na época do apogeu do carnaval baiano, que ditava uma moda atrás da outra e, numa delas, apresentou a lambada ao Brasil. Essa segunda fase da dança durou apenas uma temporada e foi um pouco mais abrangente que a primeira, que só havia chegado até a região nordeste do Brasil. Até esse ponto, a lambada tinha, como principal característica, os casais abraçados. Era uma exigência tão forte que, quando da realização de alguns concursos, aqueles que se separassem eram desclassificados.
No mundo inteiro, a lambada tornou-se um grande sucesso e, em pouco tempo, estava presente em filmes e praticamente todos os programas de auditório, aparecendo até em novelas. Foi a hora dos grandes concursos e shows. A necessidade do espetáculo fez com que os dançarinos criassem coreografias cada vez mais ousadas, com giros e acrobacias.
Como acontece com frequência, a valorização do produto no seu país de origem só se deu após seu reconhecimento no exterior. Seguiu-se um período intenso de composições e gravações de lambadas tanto no mercado interno quanto externo. Os franceses, por exemplo, compraram, de uma só vez, os direitos autorais de centenas de músicas. Dezenas de grupos e diversos cantores pegaram carona no sucesso do ritmo, comoSidney Magal, Sandy e Júnior, Fafá de Belém e Angélica.
Depois dessa fase de superexposição, como acontece com quase todo fenômeno midiático, deu-se um natural desgaste, com a consequente queda nas vendas, até cessar a produção. Depois de algum tempo, a música lambada entrou em crise e parou de ser gravada. Os DJs das boates aproveitam então para simular o enterro do estilo musical. A dança perde destaque, mas sobrevive, pois já haviam sido feitas, nas lambaterias, muitas experiências com variados estilos de música que tivessem a batida (base de marcação) que permitisse dançar lambada. Só para citar um exemplo, a banda de rumba flamenca Gipsy Kings teve vendagem significativa no Brasil por conta da dança. As músicas francesas, espanholas, árabes, americanas, africanas, caribenhas etc. viraram, então, a salvação e solução para a continuidade do estilo de dança. De todas as músicas testadas, o zouk foi o ritmo que melhor se encaixou na dança, tornando-se a principal música para dançar lambada.
Esta passa a ser dançada com um andamento mais lento, com mais tempo e pausas que praticamente não existiam na música lambada, permitindo explorar, ao máximo, a sensualidade, plasticidade e beleza da dança. Os movimentos ficaram mais suaves e continuam fluidos, modificando-se à medida em que ela incorpora e troca com outras modalidades. Contribuem, ainda, as diversas pesquisas, até fora da dança de salão, como, por exemplo, as de contato e improvisação. Hoje, a relação com o parceiro volta a ganhar valor, as acrobacias ficam praticamente exclusivas para os palcos e os locais para dançar reabrem em diversos estados brasileiros. Encontramos lambaterias e professores de lambada em diversos pontos do planeta e, ainda que a chamem de zouk atualmente, muitos vivem dela até hoje.
Em 2011, a cantora Jennifer Lopez readaptou o sucesso "Lambada", do grupo Kaoma, para um single em ritmo eletrônico chamado "On the Floor".

## Carimbó

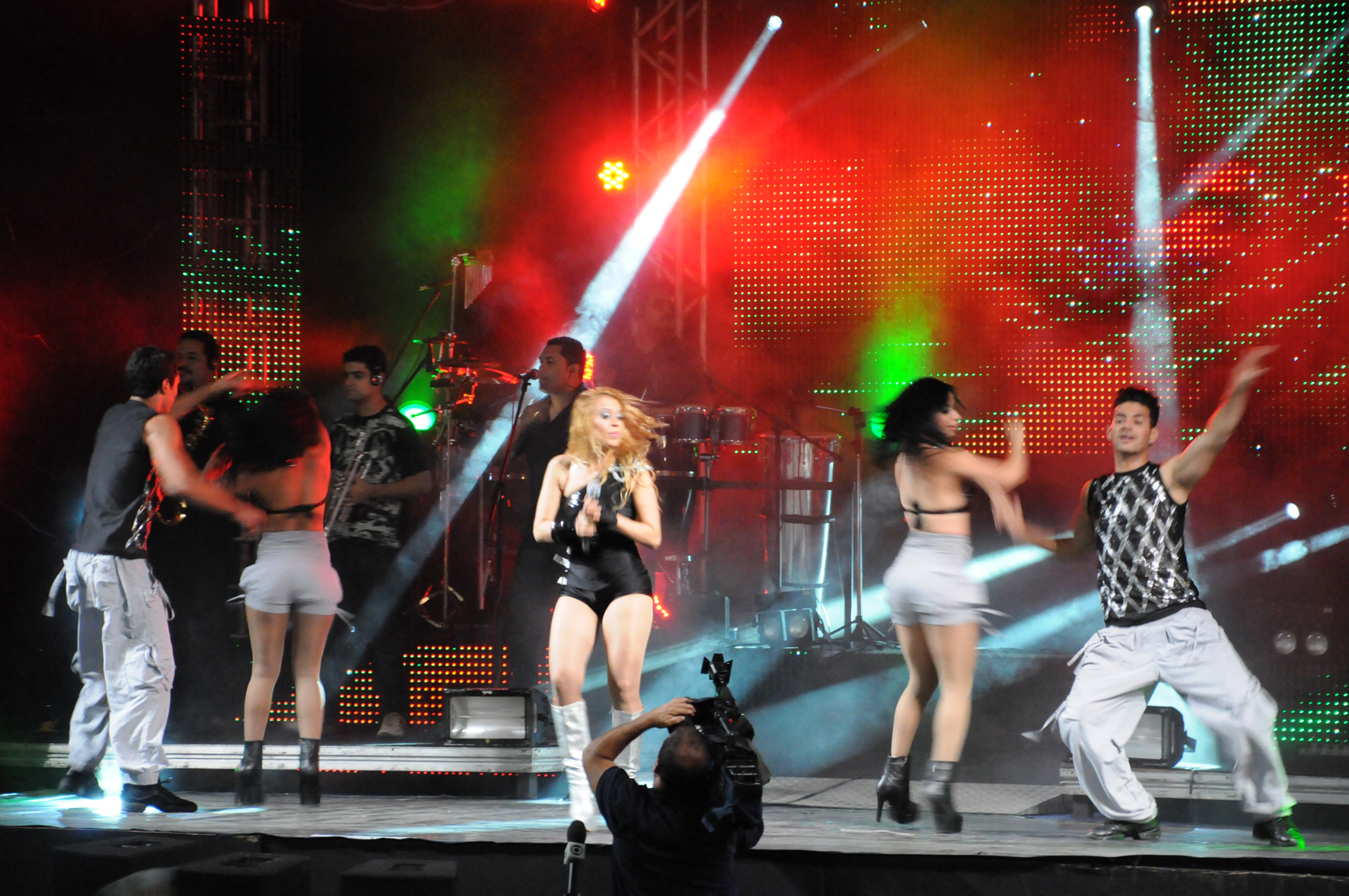
Banda Calypso durante o "Show da Emancipação", em 2009.

O carimbó é tanto gênero musical quanto dança típica do estado do Pará , Região Norte do Brasil, cujas origens remetem ao século XVIII.  Sua constituição agrega influências caboclas, africanas, indígenas e portuguesas, e é um dos principais gêneros constitutivos da lambada. Na forma tradicional, musicalmente, o carimbó é acompanhado por tambores de tronco de árvores, flauta ou sax, maracas, banjo amazônico e voz. Já a dança,  tem influências da fricção étnica dos povos que construíram a Amazônia, por isso, há elementos herdados das danças indígenas como o toré, a movimentação pélvica das danças africanas e movimentos de giros das danças de corte europeias.